# キミア
キミア（羅：chymia；英 chymistry）とは、錬金術と化学を現代的な価値観から恣意的に分離しない、数世紀にわたり伝搬した伝統的な知の形態を指す。歴史上、おもに二つの大きな構成要素がある。ひとつは、鉛や鉄といった卑金属から金や銀といった貴金属を生成しようとした造金術（gold-making）である。もうひとつは、あらゆる病気を治す普遍医薬を探求し、ひいては不老長寿を目指す長命術（prolongation of life）である。

## 古代ヘレニズム世界
通常、ヘレニズム世界におけるキミアの起源は、紀元後初数世紀の古代エジプトの都市アレクサンドリアに求められるだろう。もっとも古いキミアに関する史料は、西暦300年頃書かれたとされる二つのパピルスである。古代の冶金術から発達したキミアの本来の目的は、鉛や鉄などの卑金属を「変成」（transmutatio）して、金や銀といった貴金属をえようとするもので、理論的な根幹をギリシアの哲学者アリストテレスの四元素（火、空気、水、土）理論においていた。アリストテレスは、自然の万物はこれら四元素だけからできていると考え、四元素自身はたがいに「変成」が可能であるとした。そこから、キミスト達は自然の事物を元素の段階まで分解して変成させれば、まったく別の性質をもった物質がえられると考えた。とくに、似たもの同士の物質間での方が、まったく違うもの同士よりも変成しやすいと考えられたので、卑金属を貴金属に変えることは比較的に容易であろうと思われたわけである。

## アラビア・イスラム世界
アラビア語を公用語とする巨大なイスラム帝国は、ビザンツ帝国からきた非正統派キリスト教徒や知識人を迎え入れていた地域に成立したことから、これらの人々がもたらした古代末期ヘレニズム世界の知的遺産を受け継ぐことになった。イスラム世界のキミアを中心とする化学的な知識は、基本的にギリシア・エジプト期の大都市アレクサンドリアで花開いた文化の遺産である。また、キミアの伝統で強調された不老長寿の薬「エリクシル」 elixir という概念は、中国起源であるといわれている。イスラム世界は、隣接する諸文明からさまざまな古代の伝統や概念を収集・吸収・保存した点が、その大きな特徴といえるだろう。
イスラム世界における初期のキミア文献の大多数は、プラトンやアリストテレスといった古代ギリシアの有名な人物に帰された贋作である。なかでもヘルメスは重要な地位を占めた。アレクサンドリアの時代からヘルメス・メルクリウスは、あらゆる学問の神とされたから、彼らが自らの技芸の正統性と高貴さを示すためには格好のシンボルだったといえる。とくに重要なのは、『エメラルド板』 Tabula smaragdina と呼ばれる10数行からなる寓意的な詩句である。
イスラム世界におけるキミアの黄金時代には、有名なジャービル・イブン・ハイヤーンに帰せられる巨大な文書群が姿を現した。これらは複数の人物によって数世代にわたって書かれたものであり、偉大なるジャービルの名を冠されただけというのが真相である。もっとも古いとされる『慈悲の書』は9世紀後半に書かれたと考えられている。10世紀後半には、文書群の全体像ができあがっていたとみられる。
医学者・哲学者アヴィセンナは、金属変成の可能性そのものは否定する。しばしば彼に帰される『キミアの魂についての書』 De anima in arte alchemiae は偽書であることが確認されている。

## 中世ヨーロッパ
イスラム・キミア文書の最初のラテン語訳は、1144年のロバート・チェスターによる『モリエヌス』であるとされている。その後、12世紀のあいだ多数のキミア文書が精力的に翻訳されヨーロッパに紹介された。13世紀になると、アルベルトゥス・マグヌスやロジャー・ベーコンをはじめとする知識人達が、キミアの学問体系への位置づけについて盛んに議論した。彼らはアヴィセンナに帰された『キミアの魂についての書』から大きな影響を受けたが、その後のキミアの歴史を左右することになった二人の関心の方向性は大きく異なっていた。
アルベルトゥス・マグヌス（c.1193-1280）はキミアを金属と鉱物についての学問であると理解し、動物や植物のキミアへの応用にはあまり関心を払わなかった。この傾向は、偽ジャービルことゲベルにうけ継がれ、大ベストセラー書『完成大全』へと発展させられる。一方、ロジャー・ベーコン（c.1214-c.1292）はエリクシルに強い関心をしめし、動植物にそれを探求することを計画した。生命の秘密を有すると考えられた卵や血液などの蒸留からエリクシルをえようとする医学・薬学的な傾向のある彼のキミアは、14世紀にはルペシッサのヨハネスによる影響力のある『クィンタ・エッセンチアについての書』や、さらに発展させた偽ライムンドゥス・ルルスのキミア文書群という力強い味方をえて、ルネサンス期に花開く伝統へと発展していった。

## ルネサンスのパラケルスス主義
ロジャー・ベーコンから偽レイムンドゥス・ルルス文書群にわたって形成された医学的キミアと蒸留術の伝統を背景に登場するのが、パラケルスス（1493/94-1541）である。彼自身は金属の変成には関心をもっていなかったが、自らの医学と自然哲学を語るにあたりキミアの伝統からおおくの概念や用語を借用した。この伝統から彼が学んだもっとも重要な事柄は、自然の事物から純粋な部分と不純な部分を分離することで、それまで不純な部分によって妨げられていた驚くべき効力が純粋な部分から発揮されるという考えであった。
パラケルススはこの考えを事物の「アルカナ」 arcana という概念へと発展させるが、それは結局のところ、自然物の深奥にやどっているクィンタ・エッセンチア（第五精髄）の諸効力の源をさしている。中期の代表作『パラグラヌム』 Paragranum のなかで、事物のアルカナを手に入れるためにパラケルススは「[事物の可視的な]体は消え去らなければならない。なぜならアルカナを邪魔するからである… 体は消え去るが、アルカナは残るのだ」と強調する。彼にとって、アルカナこそ普遍医薬の鍵なのであった。パラケルスス主義者と呼ばれる彼の弟子達は、アルカナの探求のためにキミア的な分離操作を医薬品の調整に盛んにもちいた。その作業における主要な手段が蒸留術だったのである。

## 17世紀のキミアと科学革命
17世紀に成立した英国の王立協会やフランスの王立アカデミーでは、キミアは退けられ、近代的な化学が育っていったというのが旧来の歴史学の認識であった。しかし、まずはパイオニア的なB・J・T・ドブスの研究により、王立協会の重要人物であり、科学革命の巨人とみなされるアイザック・ニュートン（1642-1727）がキミアにいそしんでいたことが明らかにされた。
さらに、近年のL・プリンチーペの研究により、王立協会の重要なメンバーであり、科学革命の立役者の一人と考えられてきたロバート・ボイル（1627-1691）やその周辺の人々もキミア的な諸概念に精通し、造金術に熱心であったことが明らかにされた。また、その後のプリンチーペの研究は、王立アカデミーの化学者たちが、終身書記官フォントネルの掛け声とは裏腹に、キミア的な作業を続けていたことをつぎつぎと証明している。